# Tchetti
Tchetti är en ort i Benin. Den ligger i den södra delen av landet, 180 km nordväst om huvudstaden Porto-Novo. Tchetti ligger 269 meter över havet och antalet invånare är 8 284.
Terrängen runt Tchetti är huvudsakligen platt. Tchetti ligger uppe på en höjd. Runt Tchetti är det ganska glesbefolkat, med 39 invånare per kvadratkilometer.. Det finns inga andra samhällen i närheten.
Omgivningarna runt Tchetti är huvudsakligen savann.